# Ascogrammitis clavigera
Ascogrammitis clavigera är en stensöteväxtart som beskrevs av Alan Reid Smith och Michael Sundue. Ascogrammitis clavigera ingår i släktet Ascogrammitis och familjen Polypodiaceae. Inga underarter finns listade.